# جزيرة جبل الصبايا
جزيرة جبل الصبايا هي إحدى الجزر في البحر الأحمر تقع جنوب محافظة القنفذة، وتعد من أهم المعالم الأثرية التاريخية حيث تعد الجزيرة الوحيدة من بين 68 جزيرة كانت مأهولة بالسكان إلى ما قبل 65 عاما تقريبا، وتتبع الجزيرة لمركز كنانة الذي يقع على بعد 65 كم جنوب محافظة القنفذة التابعة لمنطقة مكة المكرمة، وتبعد عن شاطئ الكدوف بمخشوش حوالي 20 كلم، ويبلغ طول الجزيرة 5 كيلومترات، بينما يبلغ عرضها حوالي 3 كيلو مترات، وتقدر مساحة الجزيرة إجمالا ب 13 كيلومتر مربع وهي بيضاوية الشكل .

## تسمية الجزيرة
قدم أحمد بن عمر الزيلعي رئيس جمعية الأثار بدول مجلس التعاون الخليجي بحثا بعنوان المواقع الإسلامية المندثرة في وادي حلي وقال : لا نعرف بالضبط أسباب التسمية ولعلها جاءت من كلمة الصبايا أو الصوابي التي يطلقها السكان المحليون على الأشياء التي يحملها البحر من أخشاب ومواد مختلفة القيمة ثم يلفظها إلى الشاطئ فيلتقطها هؤلاء السكان بغرض بيعها أو الإفادة منها بطريقة أو بأخرى، ولا يعتقد أن لهذا المفهوم السكاني المحلي أصل في اللغة، ولعل له علاقة بالريح المعروفة باسم ريح الصبا والتي تساعد على حمل هذه المواد إلى السواحل ومن ثم تقذفها على الشطوط ليلتقطها محترفو هذه المهنة، أما المفهوم الذي يتبادر إلى الذهن لكلمة الصبايا بمعنى الجواري الحسان، فربما سميت نسبة إلى النساء الجميلات اللاتي كن يسكن الجزيرة الجبلية في تلك الفترة فسميت بجزيرة جبل الصبايا.

## جغرافية الجزيرة
تعتبر جزيرة  جبل الصبايا من أجمل الجزر في منطقة البحر الأحمر وأكبرها، فهي تجمع بين السهل والجبل والبحر، فالجبال متوسطة الارتفاع كلسية بها بعض التشققات، ثم الأرض الخصبة التي تفصل بينها حجارة لمعرفة حدود الأراضي، وتتميز بتربتها الكلسية وشواطئها الرملية الناعمة وبها كائنات حية نادرة .

## الحياة في الجزيرة
يتوفر في الجزيرة كثير من العوامل المساعدة على الحياة والاستيطان، فقد لوحظ أن فيها أرض زراعية خصبة تجود بجميع المحصولات الزراعية المتوفرة في تهامة، وتنبت فيها جميع الأشجار التي توجد بالساحل المقابل لها في وادي حلي، وفيها بئر غزيرة عذبة ولا يزال ماؤها سائغاً للشرب حتى اليوم، وبها أماكن صالحة للرسو مما يعتقد أنها محطة كانت تستخدمها السفن التجارية المارة بخط الملاحة العالمي الذي يربط الشرق بالغرب .

## سبب خلوها من السكان
يحتمل أن جزيرة جبل الصبايا بدأت في الإضمحلال بعد التحول الكبير الذي طرأ على خط الملاحة العالمي، عندما اكتشف الملاح البرتغالي فاسكو دا غاما في عام 1947 طريق رأس الرجاء الصالح، ويبدو أن الجزيرة فقدت إثر ذلك واحدا من أهم مقوماتها وهي أنها ربما كانت إحدى محطات السفن التجارية في البحر الأحمر .

## آثار الجزيرة
كانت الجزيرة مأهولة بالسكان في وقت سابق والذي يؤكد ذلك العدد الكبير من القبور في مقبرتين واقعتين في الجزء الجنوبي الشرقي من الجزيرة، كما أن البئر المبنية من الحجر والتي تشبه لحد كبير الآبار المبنية في وادي حلي والتي يقول أهل الوادي إن هذه الآبار هلالية نسبة إلى بني هلال الذين بنوها، كما أن بقايا الأواني الفخارية المتناثرة حول آثار البيوت، بالإضافة لوجود مملح في شمال الجزيرة تنبئ بأن الجزيرة تحتضن العديد من المعلومات المهمة التاريخية.